# Glaser-Dirks DG-400
|}
Glaser-Dirks DG-400 je enosedežno jadralno letalo, ki ima lasten motor za vzlet. Proizvajalo ga je nemško podjetje Glasser-Dirks (pozneje DG Flugzeugbau GmbH) med letoma 1981 in 1990, zgradili so okrog 300 letal. DG-400 je bil prvo masovno proizvajano jadralno letalo z uvlačljivim motorjem. Prvič je poletel maja 1981.

DG-400 uporablja krila in večino drugih sistemov od DG-202. 

S DG-400 so postavili veliko rekordov v jadralnem letenju. 

## Specifikacije (17 metrski razpon kril)
- Posadka: 1 pilot
- Kapaciteta vodnega balasta: 90 kg (198 lb)
- Dolžina: 7,00 m (23 ft 0 in)
- Razpon kril: 17,00 m (55 ft 9 in)
- Površina kril: 10,6 m2 (114 ft2)
- Vitkost: 27,3
- Prazna teža: 310 kg (683 lb)
- Gros teža: 460 kg (1014 lb)
- Motor: 1 × Rotax 505, 32 kW (43 KM)

- Maks. hitrost: 270 km/h (168 mph)
- Dolet: 380 km (236 milj)
- Jadralno število: 45
- Hitrost padanja: 0,54 m/s (106 ft/min)